# Ferrari 312 T5
Chronologie des modèles (1980)
Ferrari 312 T4 Ferrari 126 CK
La Ferrari 312 T5 est la monoplace de Formule 1 engagée par la Scuderia Ferrari dans le cadre du championnat du monde 1980. Elle est pilotée par le champion du monde en titre, Jody Scheckter et Gilles Villeneuve, qui effectuent leurs deuxième et quatrième saisons pour l'écurie.

## Caractéristiques et performances
Conçue par Mauro Forghieri, la 312 T5 est la dernière monoplace du constructeur disposant d'un moteur atmosphérique jusqu'à l'interdiction des turbocompresseurs à compter de la saison 1989. Évolution du propulseur utilisé depuis la Ferrari 312 T, le V12 à 180° (12 cylindres à plat) développe 515 chevaux.
Malgré une conception proche de celle de la Ferrari 312 T4 qui a dominé la saison précédente, la 312 T5 se révèle peu performante. En quatorze épreuves, ses pilotes ne remportent aucune victoire et ne réalisent ni pole position, ni meilleur tour en course. 
Villeneuve entre dans les points à quatre reprises et Scheckter, champion du monde en 1979, une seule fois. Durant la saison, la 312 T5 ne réalise qu'un tour en tête d'un Grand Prix, au Brésil, notamment grâce au bon départ de Villeneuve,.
La Scuderia Ferrari finit la saison à la dixième et avant-dernière place du championnat du monde des constructeurs, son plus mauvais résultat dans la discipline. Gilles Villeneuve, avec 6 points, et Jody Scheckter avec 2 points, sont quatorzième et dix-neuvième du classement des pilotes.
À partir de 1981, Ferrari abandonne le moteur atmosphérique : apparue aux essais du Grand Prix d'Italie 1980, la 126 CK est propulsée par un V6 à turbocompresseurs.
Les échecs successifs des 312 T5 et 126 CK conçues par Mauro Forghieri conduisent la Scuderia Ferrari à confier la conception de la 126 C2 à Harvey Postlethwaite. L'ingénieur italien, dont l'influence ne cesse de décliner au sein de la Scuderia  rejoint Lamborghini, qui envisage de s'engager en Formule 1, en 1987.

## Résultats en championnat du monde de Formule 1

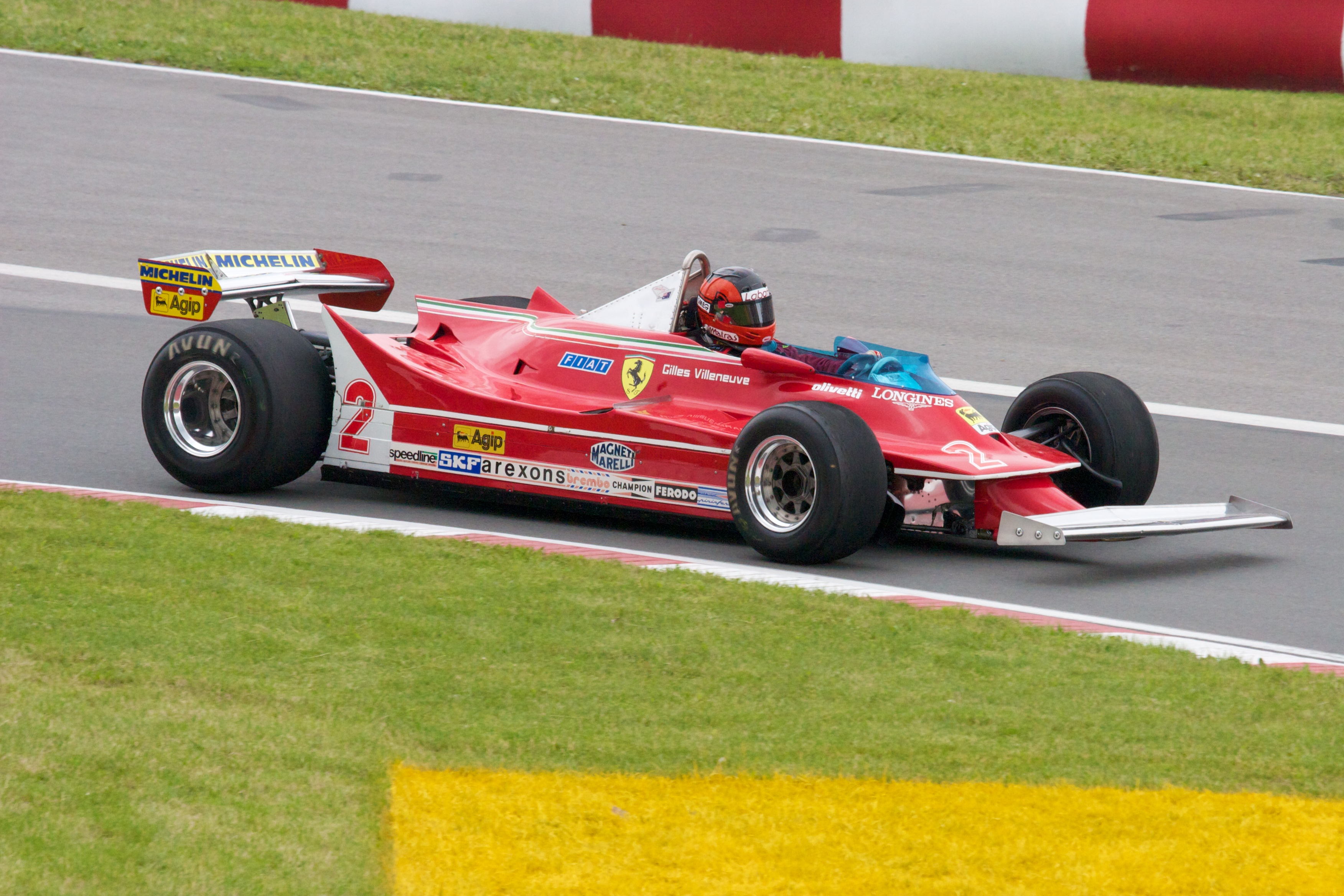
La 312 T5 de Gilles Villeneuve en démonstration à l'occasion du Grand Prix du Canada 2010

| Saison | Écurie                     | Moteur                 | Pneus    | Pilotes           | Courses | Courses | Courses | Courses | Courses | Courses | Courses | Courses | Courses | Courses | Courses | Courses | Courses | Courses | Points inscrits | Classement |
| Saison | Écurie                     | Moteur                 | Pneus    | Pilotes           | 1       | 2       | 3       | 4       | 5       | 6       | 7       | 8       | 9       | 10      | 11      | 12      | 13      | 14      | Points inscrits | Classement |
| ------ | -------------------------- | ---------------------- | -------- | ----------------- | ------- | ------- | ------- | ------- | ------- | ------- | ------- | ------- | ------- | ------- | ------- | ------- | ------- | ------- | --------------- | ---------- |
| 1980   | Scuderia Ferrari SpA SEFAC | Ferrari 015 V12 à 180° | Michelin |                   | ARG     | BRÉ     | AFS     | EUO     | BEL     | MON     | FRA     | GBR     | ALL     | AUT     | P-B     | ITA     | CAN     | EUE     | 8               | 10e        |
| 1980   | Scuderia Ferrari SpA SEFAC | Ferrari 015 V12 à 180° | Michelin | Jody Scheckter    | Abd     | Abd     | Abd     | 5e      | 8e      | Abd     | 12e     | 10e     | 13e     | 13e     | 9e      | 8e      | Nq      | 11e     | 8               | 10e        |
| 1980   | Scuderia Ferrari SpA SEFAC | Ferrari 015 V12 à 180° | Michelin | Gilles Villeneuve | Abd     | 16e     | Abd     | Abd     | 6e      | 5e      | 8e      | Abd     | 6e      | 8e      | 7e      | Abd     | 5e      | Abd     | 8               | 10e        |

Légende : ici 